# 扒河
扒河，下游又称十街河，位于中国云南省中部，是绿汁江左岸支流，发源于禄丰县土官镇西部大石槽，向南流经易门县岔河水库、六街、大谷場水庫、县城龙泉街道东郊和浦贝彝族乡，在十街彝族乡东南转向西流，大致沿易门与峨山县边界，至峨山县大龙潭乡大平田左纳大龙潭河后称“十街河”。至易门县绿汁镇大岭岗村东汇入绿汁江。全长110.7公里，流域面积1583.9平方公里。